# 聖ジャンヌ・ダルク教会 (ルーアン)
聖ジャンヌ・ダルク教会（せいジャンヌ・ダルクきょうかい）、フランス語:Église Sainte-Jeanne-d'Arc de Rouen)は、フランス北部・ルーアンの中心部にあるカトリック教会。

## 歴史
1979年、聖ジャンヌ・ダルク教会は建築家ルイ・アレシュの設計により、ジャンヌ・ダルクが処刑されたルーアンのヴュー・マルシェ広場に建立された。教会のステンドグラスの窓はサン・ヴァンサン・ド・ルーアン教会に設置されていたものである。サン・ヴァンサン・ド・ルーアン教会は、第2次世界大戦中の1944年5月31日に破壊されたが、ステンドグラスの窓は、戦争中に安全な場所に持ち出されて保管されていた。2002年10月30日、歴史的建造物として登録されている。

## 建築
聖ジャンヌ・ダルク教会は近代的な外観で、三角屋根から続く海のようなラインが特徴である。教会内部の壁一面には16世紀に造られたステンドグラス、天井は船底のようなデザインである。建築家ルイ・アレシュは伝統的な造船技術を取り入れ、ノルマンディーの教会の伝統を復活させた。

## 所在地
ヴュー・マルシェ広場、ルーアン、フランス
(Place du Vieux-Marche,Rouen,France)